# Bredvingad vråk
Bredvingad vråk (Buteo platypterus) är en amerikansk fågel i familjen hökar. Den förekommer i norra och östra Nordamerika samt i Västindien. Fågeln är känd för att flytta i stora flockar.

## Utseende och läten
Bredvingad vråk är en liten (32–42 cm) och satt, skogslevande vråk, med relativt spetsida och raka vingar. I flykten syns i alla dräkter enfärgat mörk ovansida och ljus vingundersida med mörka kanter. Adult fågel har ett vitt band tvärs över stjärten. Fågeln förekommer i två färgformer, en ljus och en mörk. Den vanligare ljusa har brun tvärbandning på bröstet och ljusa undre vingtäckare, medan den mer sällsynta mörka är helbrun och ljus endast på hand- och armpennor. I glidflykt håller den vingarna något nedvinklade och vingslagen är snabba, stela och djupa. Lätet beskrivs som en ljus, genomträngande vissling, "tee-teeee", på samma tonhöjd.

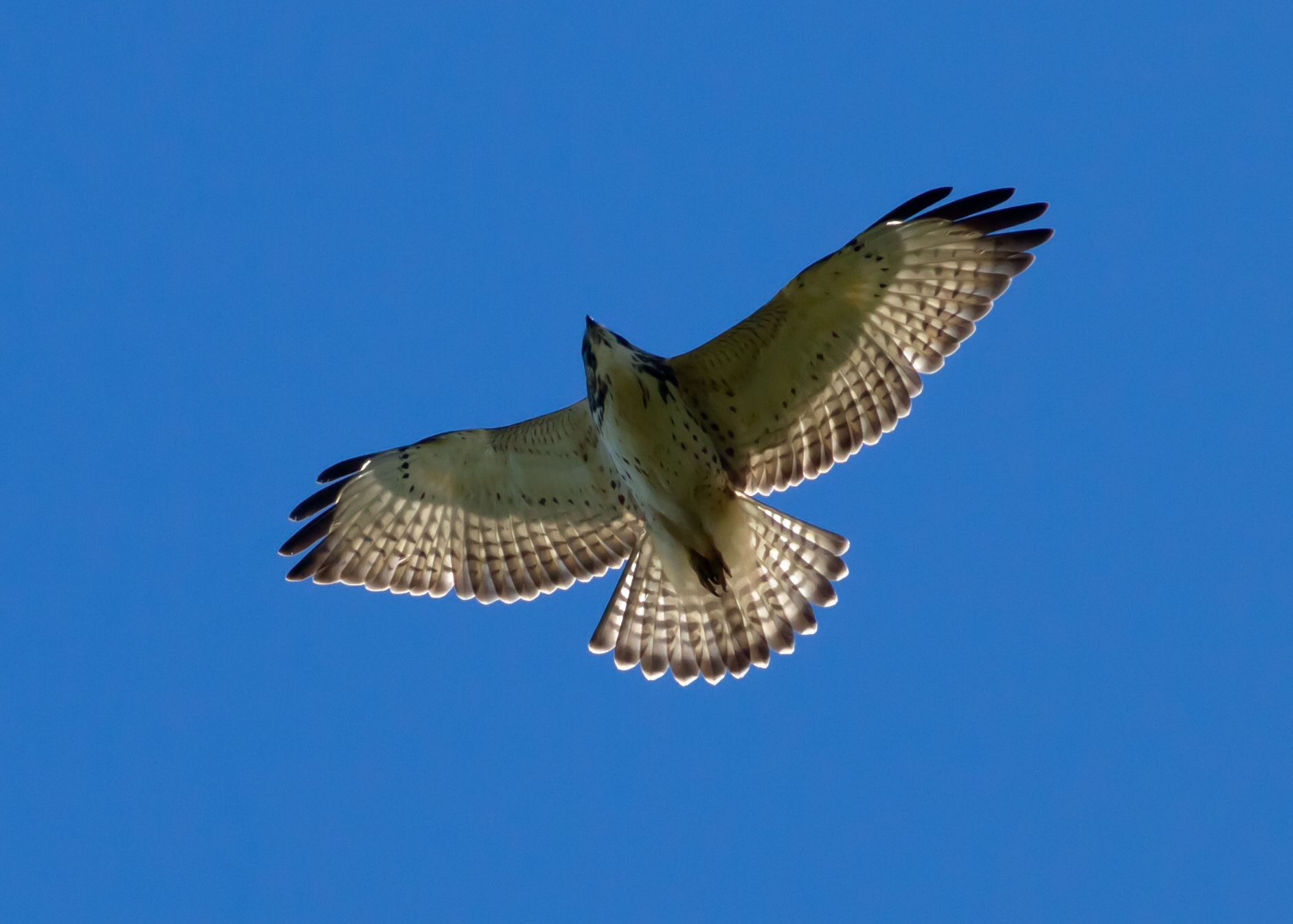
Ungfågel i flykten.

## Utbredning och systematik
Bredvingad vråk delas in i två grupper med sammanlagt sex underarter med följande utbredning:
- Buteo platypterus platypterus – förekommer om sommaren i centrala och södra Kanada till södra USA, övervintrar i Brasilien och Bolivia
- antillarum-gruppen
  - Buteo platypterus cubanensis – förekommer på Kuba
  - Buteo platypterus brunnescens – förekommer på Puerto Rico
  - Buteo platypterus insulicola – förekommer på Antigua (Små Antillerna)
  - Buteo platypterus rivierei – förekommer på Små Antillerna (Dominica, Martinique och St Lucia)
  - Buteo platypterus antillarum – förekommer från Små Antillerna (St. Vincent och Grenada) till Tobago

### Släktskap
I släktet Buteo utgör den bredvingade vråken en egen utvecklingslinje som är systergrupp till alla andra Buteo-vråkar utom bandvingad vråk, hispaniolavråk samt artparet gråvråk och gråstrimmig vråk.

## Levnadssätt
Bredvingad vråk häckar i sammanhängande löv- och blandskogar. Födan är varierande: små fåglar och däggdjur, reptiler och insekter. Fågeln ses vanligen enstaka, men under flyttningen kan de samlas i stora flockar. Arten häckar mellan mars och juli. Den bygger ett slarvigt bo av kvistar som den vanligen placerar i den första trädklykan i ett högt lövträd.

## Status och hot
Arten har ett stort utbredningsområde och en stor population, och tros öka i antal. Utifrån dessa kriterier kategoriserar IUCN arten som livskraftig (LC).